# 파라산마르티노
파라산마르티노(이탈리아어: Fara San Martino)는 이탈리아 아브루초주 키에티도에 있는 코무네이다.